# Daniel Granli
Daniel Fredrik Granli (Sandvika, 1º maggio 1994) è un calciatore norvegese, difensore dell'Elfsborg.

## Biografia
È figlio di Espen Granli, portiere dello Stabæk dal 1980 al 1996.

## Carriera

### Club

#### Stabæk
Granli ha giocato nelle giovanili del Lier, prima di entrare in quelle del Bærum e dello Stabæk. Ha esordito in prima squadra il 20 aprile 2013, subentrando ad Herman Stengel nel pareggio per 2-2 maturato sul campo del Kongsvinger. Il 27 ottobre successivo ha trovato la prima rete, in occasione del pareggio per 1-1 arrivato in casa del Ranheim. Al termine della stagione, lo Stabæk ha centrato la promozione in Eliteserien. Il 30 marzo 2014 ha pertanto debuttato nella massima divisione norvegese, impiegato da titolare nella vittoria per 3-0 sul Sogndal: in quella stagione ha giocato 21 partite, di cui 18 dal primo minuto. Nel 2015 il numero di presenze è leggermente aumentato, con 22 gare all'attivo, ma è diminuito il numero di partenze da titolare, 8 in totale. Nel 2016 Granli ha disputato 17 incontri, di cui 13 dall'inizio, mentre a livello di squadra lo Stabæk è dovuto passare dagli spareggi per centrare la salvezza. Nel 2017 le presenze sono state 14, 5 quelle da titolare. In occasione della stagione 2018 Granli ha incrementato notevolmente lo spazio a disposizione, essendo sceso in campo da titolare in 28 occasioni e subentrando solo una volta. Il 31 dicembre 2018 ha ufficialmente lasciato il club, non avendo trovato un accordo per il prolungamento.

#### AIK
Il 28 gennaio 2019 gli svedesi dell'AIK, campioni nazionali in carica, hanno annunciato l'ingaggio di Granli a parametro zero, con un contratto valido fino al 31 dicembre 2022. Nel corso del campionato 2019 è stato utilizzato in 11 occasioni, mentre nel campionato 2020 – fintanto che è rimasto in rosa – ha disputato 13 partite.

#### Aalborg
Il 3 settembre 2020, considerando anche che l'AIK aveva da poco acquisito i difensori Papagiannopoulos e Lustig, la società svedese si è accordata con i danesi dell'Aalborg per un prestito con diritto di riscatto. Nel gennaio 2021, il diritto di riscatto è stato esercitato e Granli è diventato un giocatore dell'Aalborg a titolo definitivo.

#### ADO Den Haag
Il 14 agosto 2023, Granli si è trasferito nella seconda serie olandese legandosi all'ADO Den Haag con un contratto biennale. Durante la stagione 2023-2024 ha disputato 9 presenze in campionato e altrettante nella prima metà della stagione 2024-2025, prima di rescindere il contratto anticipatamente nel dicembre 2024.

#### Elfsborg
Svincolato, il 26 febbraio 2025 è tornato ufficialmente a far parte di una squadra svedese con l'ingaggio annuale da parte dell'Elfsborg.

### Nazionale
Granli conta una presenza per la Norvegia under 21. Il 24 settembre 2014 è stato infatti convocato dal commissario tecnico Leif Gunnar Smerud in vista delle partite amichevoli da disputarsi contro Irlanda e Ungheria, previste rispettivamente per il 9 ed il 13 ottobre successivi. Il 9 ottobre ha quindi effettuato il suo esordio, subentrando a Marius Høibråten nella partita vinta per 4-1 sulla selezione irlandese.

## Statistiche

### Presenze e reti nei club
Statistiche aggiornate al 31 dicembre 2018.
| Stagione      | Club          | Campionato    | Campionato | Campionato | Coppe nazionali | Coppe nazionali | Coppe nazionali | Coppe continentali | Coppe continentali | Coppe continentali | Supercoppe | Supercoppe | Supercoppe | Totale | Totale |
| Stagione      | Club          | Comp          | Pres       | Reti       | Comp            | Pres            | Reti            | Comp               | Pres               | Reti               | Comp       | Pres       | Reti       | Pres   | Reti   |
| ------------- | ------------- | ------------- | ---------- | ---------- | --------------- | --------------- | --------------- | ------------------ | ------------------ | ------------------ | ---------- | ---------- | ---------- | ------ | ------ |
| 2013          | Stabæk        | 1D            | 16         | 1          | CN              | 2               | 0               | -                  | -                  | -                  | -          | -          | -          | 18     | 1      |
| 2014          | Stabæk        | ES            | 21         | 0          | CN              | 3               | 0               | -                  | -                  | -                  | -          | -          | -          | 24     | 0      |
| 2015          | Stabæk        | ES            | 22         | 0          | CN              | 5               | 2               | -                  | -                  | -                  | -          | -          | -          | 27     | 2      |
| 2016          | Stabæk        | ES            | 17+2       | 0          | CN              | 2               | 0               | UEL                | 0                  | 0                  | -          | -          | -          | 21     | 0      |
| 2017          | Stabæk        | ES            | 14         | 0          | CN              | 5               | 0               | -                  | -                  | -                  | -          | -          | -          | 19     | 0      |
| 2018          | Stabæk        | ES            | 29+2       | 0          | CN              | 3               | 0               | -                  | -                  | -                  | -          | -          | -          | 32     | 0      |
| Totale Stabæk | Totale Stabæk | Totale Stabæk | 119+4      | 1+0        |                 | 20              | 2               |                    | 0                  | 0                  |            | -          | -          | 139+4  | 3      |
| Totale        | Totale        | Totale        | 119+4      | 1+0        |                 | 20              | 2               |                    | 0                  | 0                  |            | -          | -          | 139+4  | 3      |